# Lenguas pano en Bolivia
Las lenguas pano pueden dividirse en seis ramas distintas, dos de las cuales están representadas en Bolivia: la rama meridional, compuesta por el chacobo y el pacaguara (o pacahuara), y la rama Yuruá-Purús, representada por el yaminahua (Córdoba et al., 2012). 

Los ‘chacobos’ están distribuidos en una veintena de comunidades entre los ríos Ivon, Benicito y Yata (en las provincias Vaca Diez y Yacuma, departamento del Beni); los ‘pacaguaras' se limitan a una familia mestizada con los chacobos de Alto Ivon y Puerto Tujuré, y los ‘yaminahuas’, que llegaron a Bolivia durante la segunda mitad del siglo XX procedentes de Perú y Brasil, se encuentran instalados en la provincia Nicolás Suárez, departamento de Pando.
Desde la promulgación del decreto supremo N.º 25894 el 11 de septiembre de 2000 el chácobo, el pakawara y el yaminawa son tres de las lenguas indígenas oficiales de Bolivia, lo que fue incluido en la Constitución Política al ser promulgada el 7 de febrero de 2009.

## Situación actual
La vitalidad de la lengua es mayor entre los chacobos que entre los yaminahuas y pacaguaras. Según los datos proporcionados en Crevels y Muysken (2009:15), el chacobo cuenta con 340 hablantes y, por lo tanto, se encuentra en una situación de peligro. El yaminahua y el pacaguara cuentan con 51 y 6 hablantes respectivamente. El yaminahua se encuentra, entonces, en serio peligro de extinción, mientras que el pacaguara es considerado una lengua moribunda.

En lo que respecta a la situación sociolingüistica del chacobo y el pacaguara, Córdoba et al. (2012) señalan que no sólo el factor demográfico incide en la vitalidad lingüística de ambas lenguas, sino también la naturaleza de las relaciones entre los chacobos y pacaguaras. Según los autores, se evidencia a lo largo de las últimas décadas una paulatina ‘chacobización’ del pacaguara. El progresivo mestizaje sociológico que atestigua el análisis de las redes de alianza matrimonial se traduce pues, como es de esperar, en el plano lingüístico.

## Esbozo gramatical
La siguiente descripción gramatical se centra en las lenguas pano de la rama meridional (chacobo y pacaguara).

### Fonología
Las lenguas chacobo y pacaguara comparten el mismo sistema fonológico, el cual consiste en 4 vocales y 16 consonantes (Córdoba et al., 2012), como se aprecia en los cuadros 1 y 2 respectivamente:
|         | Anterior | Central | Posterior |
| ------- | -------- | ------- | --------- |
| Cerrada | i        | ɨ       |           |
| Media   |          |         | o         |
| Abierta |          | a       |           |
|                | Bilabial | Alveolar | Retrofleja | Alveo- palatal | Palatal | Velar | Glotales |
| -------------- | -------- | -------- | ---------- | -------------- | ------- | ----- | -------- |
| Oclusiva       | p        | t        |            |                |         | k     | ʔ        |
| Nasal          | m        | n        |            |                |         |       |          |
| Africada       |          | ts       |            | tʃ             |         |       |          |
| Fricativa      | ß        | s        | ʂ          | ʃ              |         |       | h        |
| Vibrante       |          | ɾ        |            |                |         |       |          |
| Semiconsonante | w        |          |            |                | j       |       |          |

### Morfología
A continuación, se describen algunos rasgos morfológicos que caracterizan las lenguas pano de la rama meridional (Córdoba et al., 2012).
- Las lenguas pano meridionales son aglutinantes y moderadamente fusionales. Presentan numerosos sufijos verbales que marcan distinciones aspectuales, temporales, modales y de transitividad. Así, por ejemplo, se distinguen tres marcadores de pasado ampliamente usados: -hita “entre ayer y ahora” (PAS1), -yamë(t) “hace poco tiempo” (PAS2), -ní, “hace mucho tiempo” (PAS3).
- Estas lenguas presentan, además, numerosos prefijos, mayormente referentes a partes del cuerpo, que indican lugar y se adhieren a nombres, adjetivos y verbos: jí-nëx-quë [COLA-amarrar.FR-CMPL] ‘lo amarró por/de la cola.’
- Se evidencia, también, la existencia de un afijo suprasegmental, consistente en la mudanza acentual, que codifica las funciones de ergativo, instrumental, vocativo, locativo y genitivo.
- Estas lenguas presentan también fenómenos de supleción, ca- ‘ir’ (singular) vs. bo- ‘ir’ (plural), composición, chaxo-jana [venado-lengua] ‘pan de yuca’, y reduplicación, huëstí ‘solo, uno’ > huëstí-huëstí ‘algunos.

### Sintaxis
A continuación, se mencionan algunos rasgos sintácticos que caracterizan a las lenguas pano meridionales (Córdoba et al., 2012).
- En las cláusulas transitivas con aspecto completivo, se evidencian los órdenes AOV (agente-objeto-verbo), OAV, OVA e incluso AVO, como se observa en (1), y en las intransitivas, los órdenes SV/VS (sujeto-verbo/verbo-sujeto), como se aprecia en (2). En las cláusulas principales incompletivas, el sujeto transitivo o intransitivo ocupa la posición postverbal obligatoriamente, como se observa en (3).

| (1a) | Mi                                 | noquí      | tsaya-quë. |
|      | 2SG.NOM                            | 1PL.AC     | mirar-CMPL |
|      |                                    |            |            |
| (1b) | Noquí                              | mi         | tsaya-quë. |
|      | 1PL.AC                             | 2SG.NOM    | mirar-CMPL |
|      |                                    |            |            |
| (1c) | Mi                                 | tsaya-quë  | mi.        |
|      | 2SG.NOM                            | mirar-CMPL | 1PL.AC     |
|      | ‘Tú nos miraste.’(Guillaume, 2012) |            |            |

| (2a) | Mi                                   | jabá-quë.   |
|      | 2SG.NOM                              | correr-CMPL |
|      |                                      |             |
| (2b) | jabá-quë                             | mi-a.       |
|      | correr-CMPL                          | 2SG-SPV     |
|      | ‘Tú (te) corriste.’(Guillaume, 2012) |             |

| (3) | Nami                                                   | pi-qui       | jóni.      |
|     | carne.ABS                                              | comer-INCMPL | hombre.ABS |
|     | ‘El hombre come/está comiendo carne.’(Guillaume, 2012) |              |            |

- En construcciones posesivas, el posesor precede al poseído, como se observa en (4). El núcleo precede al modificador en combinaciones [nombre adjetivo], pero las combinaciones [nombre nombre] exhiben el orden inverso.

| (4) | Carainá                                                | ìnacá     | Cáco     | tëxa-quë.   |
|     | mestizo.GEN                                            | perro.ERG | Caco.ABS | morder-CMPL |
|     | ‘El perro del mestizo mordió a Caco.’(Guillaume, 2012) |           |          |             |

- En las cláusulas relativas el verbo ocurre necesariamente al final, y el núcleo externo sigue a la cláusula relativa, como se observa en (5).

| (4) | Nami                                                                                           | yoma-ha         | ca  | ina          | xëtia-qui         | joni.      |
|     | carne.ABS                                                                                      | robar-PTCP.CMPL | REL | perro.ABS.FR | dar.palazo-INCMPL | hombre.ABS |
|     | ‘El hombre da palazos al perro [que ha robado la carne].’(Zingg 1998: 247, en Guillaume, 2012) |                 |     |              |                   |            |